# ساليناس دي لينيث
بلدية ساليناس دي لينيث (بالإسبانية: Salinas de Léniz) هي بلدية تقع في مقاطعة غيبوثكوا التابعة لمنطقة إقليم الباسك شمال إسبانيا.

## الديموغرافيا
بلغ عدد سكان بلدية ساليناس دي لينيث 272 نسمة عام 2011 (وفقاً للمعهد الوطني للإحصاء الإسباني).
| 250 | 262 | 243 | 250 | 250 | 266 | 272 |